# Le Fay-Saint-Quentin
Pour les articles homonymes, voir Fay et Saint-Quentin (homonymie).
Le Fay-Saint-Quentin est une commune française située dans le département de l'Oise, en région Hauts-de-France.

## Géographie

### Localisation
Le Fay-Saint-Quentin est un village picard  rural du Beauvaisis situé à 13 km à l'est de Beauvais, 13 km au sud de Froissy, 14 km au sud-ouest de Saint-Just-en-Chaussée et 14 km au nord-ouest de Clermont.
Le nord du territoire communal est limité par le tracé de l'ancienne route nationale 38 reliant reliait la Fère à Beauvais.
En 1830, Louis Graves indique que « le territoire de cette commune fait partie du plateau qui descend en pente douce depuis Haudivillers jusqu'aux tourbières de Bresles. Il est entièrement dépourvu d'eau. Les rues sont larges, passablement entretenues de cailloux. À l'exception d'une dizaine de maisons, tout le reste est couvert de chaume. Il n'y a pas de
hameau ».

Paysages du village
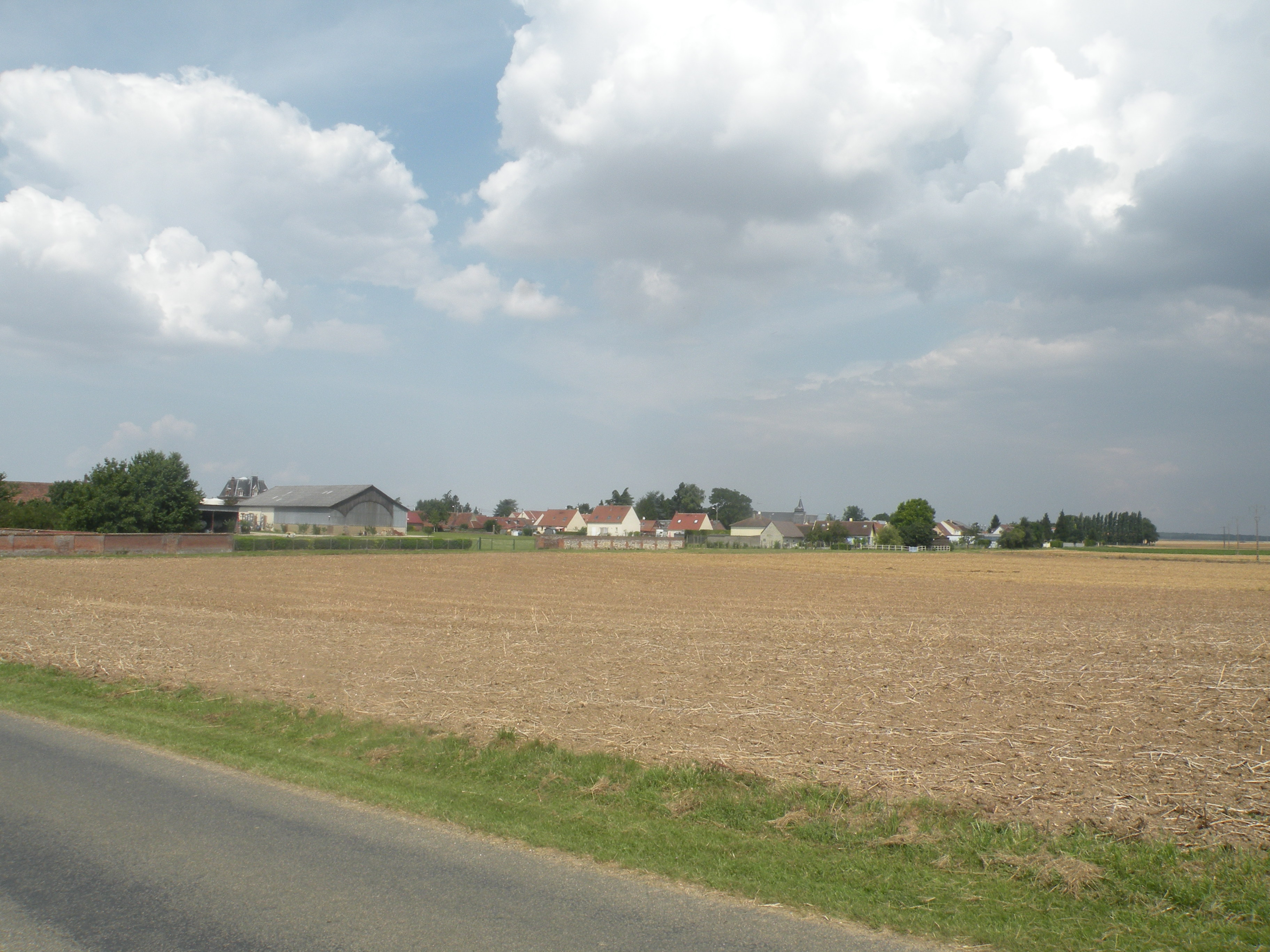
Le Fay-Saint-Quentin vu du village depuis la rue du cimetière
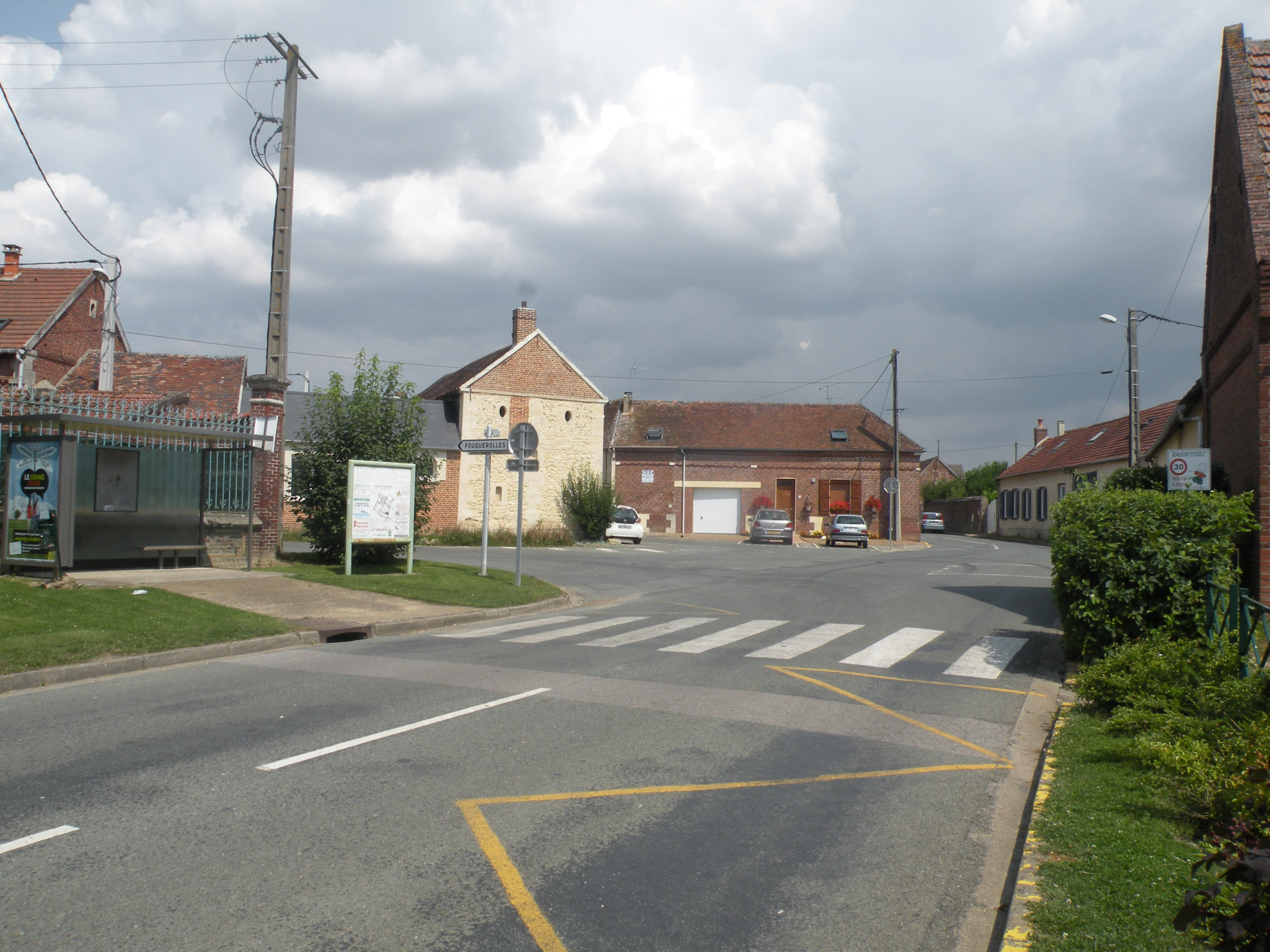
La Grande rue.

### Communes limitrophes
| Fouquerolles | Haudivillers      | Essuiles    |
|              | Fay-Saint-Quentin | Rémérangles |
| Laversines   | Bresles           |             |

### Hydrographie
La commune est située dans le bassin Seine-Normandie. Elle n'est drainée par aucun cours d'eau,.

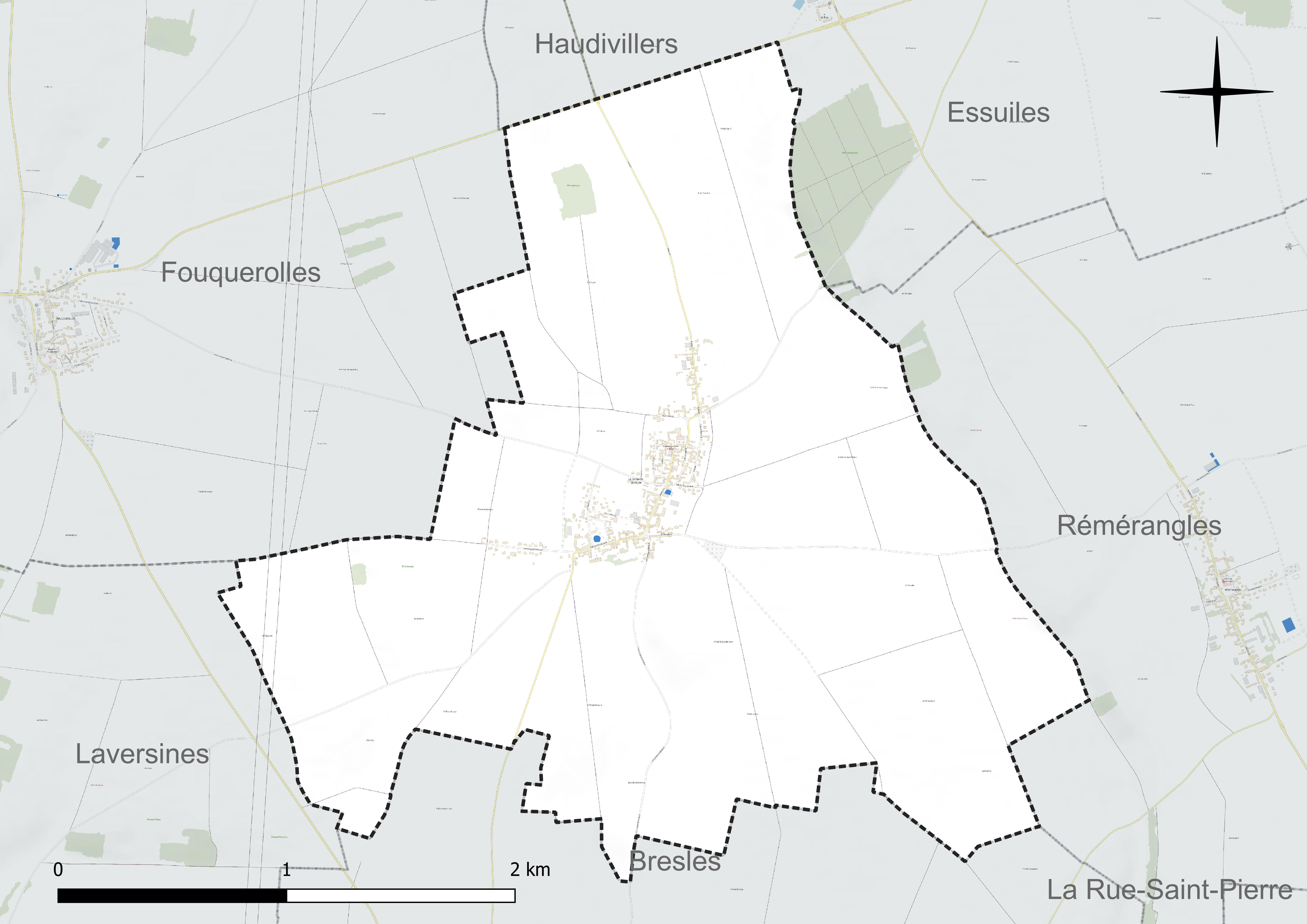
Réseau hydrographique du Fay-Saint-Quentin.

### Climat
Pour des articles plus généraux, voir Climat des Hauts-de-France et Climat de l'Oise.
En 2010, le climat de la commune est de type climat océanique dégradé des plaines du Centre et du Nord, selon une étude du CNRS s'appuyant sur une série de données couvrant la période 1971-2000. En 2020, Météo-France publie une typologie des climats de la France métropolitaine dans laquelle la commune est exposée à un climat océanique et est dans la région climatique  Nord-est du bassin Parisien, caractérisée par un ensoleillement médiocre, une pluviométrie moyenne régulièrement répartie au cours de l'année et un hiver froid (3 °C). 
Pour la période 1971-2000, la température annuelle moyenne est de 10,4 °C, avec une amplitude thermique annuelle de 14,5 °C. Le cumul annuel moyen de précipitations est de 644 mm, avec 10,8 jours de précipitations en janvier et 7,7 jours en juillet. Pour la période 1991-2020, la température moyenne annuelle observée sur la station météorologique la plus proche, située sur la commune de Tillé à 10 km à vol d'oiseau, est de 11,0 °C et le cumul annuel moyen de précipitations est de 655,5 mm,. Pour l'avenir, les paramètres climatiques de la commune estimés pour 2050 selon différents scénarios d'émission de gaz à effet de serre sont consultables sur un site dédié publié par Météo-France en novembre 2022.

## Urbanisme

### Typologie
Au 1er janvier 2024, Le Fay-Saint-Quentin est catégorisée commune rurale à habitat dispersé, selon la nouvelle grille communale de densité à sept niveaux définie par l'Insee en 2022.
Elle est située hors unité urbaine. Par ailleurs la commune fait partie de l'aire d'attraction de Beauvais, dont elle est une commune de la couronne,. Cette aire, qui regroupe 162 communes, est catégorisée dans les aires de 50 000 à moins de 200 000 habitants,.

### Occupation des sols
L'occupation des sols de la commune, telle qu'elle ressort de la base de données européenne d'occupation biophysique des sols Corine Land Cover (CLC), est marquée par l'importance des territoires agricoles (95,8 % en 2018), une proportion identique à celle de 1990 (95,8 %). La répartition détaillée en 2018 est la suivante : 
terres arables (95,8 %), zones urbanisées (4,2 %). L'évolution de l'occupation des sols de la commune et de ses infrastructures peut être observée sur les différentes représentations cartographiques du territoire : la carte de Cassini (XVIIIe siècle), la carte d'état-major (1820-1866) et les cartes ou photos aériennes de l'IGN pour la période actuelle (1950 à aujourd'hui).

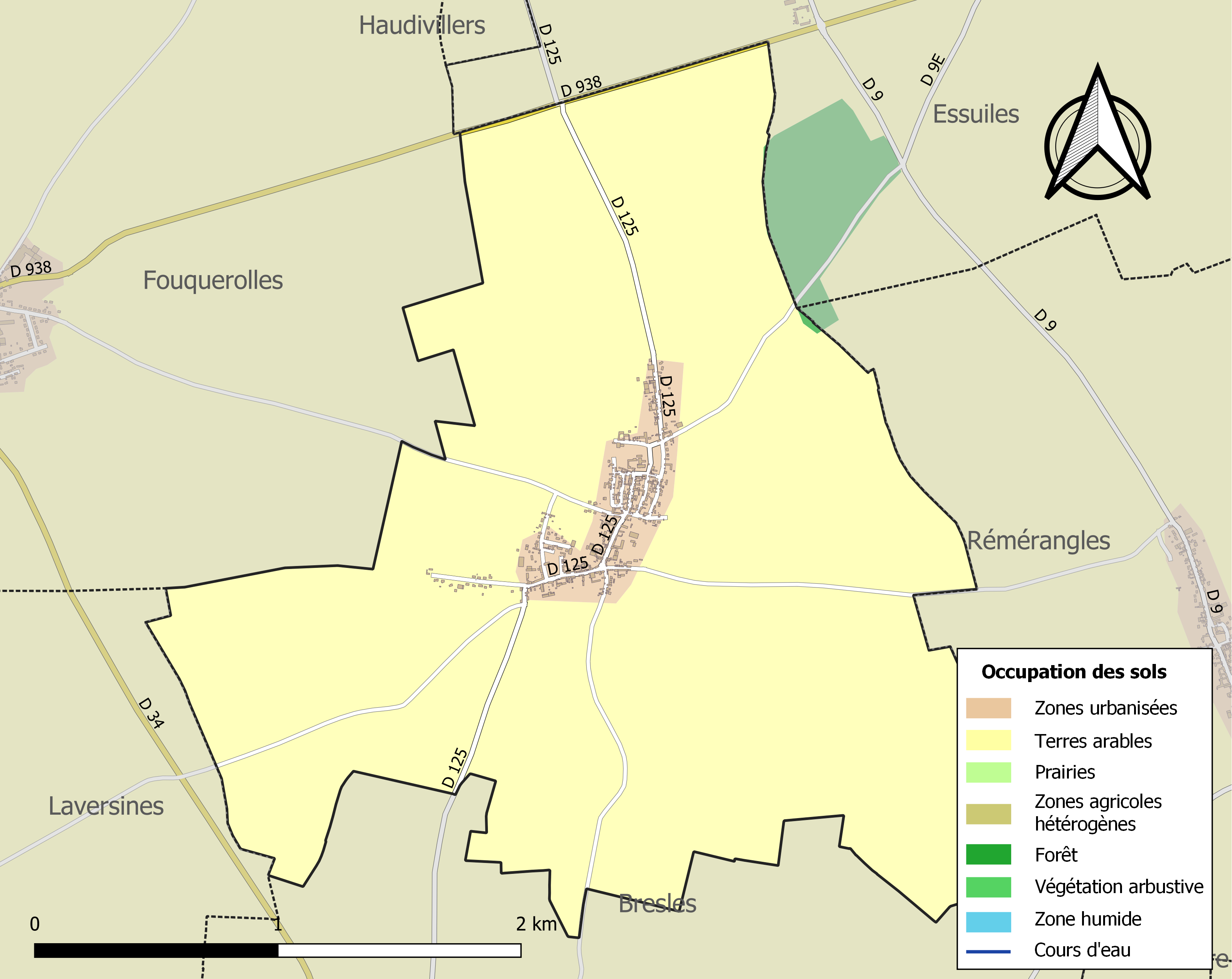
Carte des infrastructures et de l'occupation des sols de la commune en 2018 (CLC).

### Habitat et logement
En 2019, le nombre total de logements dans la commune était de 227, alors qu'il était de 220 en 2014 et de 197 en 2009.
Parmi ces logements, 92,9 % étaient des résidences principales, 0,7 % des résidences secondaires et 6,3 % des logements vacants. Ces logements étaient pour 97,8 % d'entre eux des maisons individuelles et pour 1,8 % des appartements.
Le tableau ci-dessous présente la typologie des logements au Le Fay-Saint-Quentin en 2019 en comparaison avec celle de l'Oise et de la France entière. Une caractéristique marquante du parc de logements est ainsi une proportion de résidences secondaires et logements occasionnels (0,7 %) inférieure à celle du département (2,4 %) mais supérieure à celle de la France entière (9,7 %). Concernant le statut d'occupation de ces logements, 84,4 % des habitants de la commune sont propriétaires de leur logement (88,3 % en 2014), contre 61,4 % pour l'Oise et 57,5 pour la France entière.
| Typologie                                               | Le Fay-Saint-Quentin | Oise | France entière |
| ------------------------------------------------------- | -------------------- | ---- | -------------- |
| Résidences principales (en %)                           | 92,9                 | 90,4 | 82,1           |
| Résidences secondaires et logements occasionnels (en %) | 0,7                  | 2,4  | 9,7            |
| Logements vacants (en %)                                | 6,3                  | 7,1  | 8,2            |

### Voies de communication et transports
La commune est desservie, en 2023, par des lignes scolaires et le service de transport à la demande Corolis à la demande - Zone Est du réseau Corolis. Elle est également desservie par la ligne 613 du réseau interurbain de l'Oise.

## Toponymie
Le nom de la localité est attesté sous les formes Fagetum totum cum nemore  (1079) ; silve de Faigeto (1152) ; juxta Fai (1201) ; Flagellatum sancti Quintini (1230) ; inter Fayacum sancti Quintini et Feuqueroles (vers 1235) ; Fagettum (vers 1240) ; apud Fayacum sancti Quintini (1292) ; apud Fagetum (XIIIe) ; le Fay sainct Quentin (vers 1530) ; le Fay saint Quentin (1570) ; Fay St Quentin (1667) ; Fay-Saint-Quentin (1840).

L'origine du nom de Fay s'explique par l'ancien français fay « hêtraie », terme issu du latin fagea de même sens.
Le déterminant -Saint-Quentin est un hagiotoponyme faisant référence à l'abbaye Saint-Quentin de Beauvais.

## Histoire

### Moyen Âge
Au XIe siècle, la paroisse dépend de l'abbaye Saint-Quentin de Beauvais, qui y avait installe un prieuré.
Selon Louis Graves, « La cure de Fay fat donnée par Guy, évêque de Beauvais, à l'abbaye de Saint -Quentin en même teins que celle de Bresles, c'est-à-dire vers le milieu du onzième siècle. Lès moines étaient à la fois patrons de l'église et seigneurs du pays. Ils y établirent un prieuré, dont quelques restes subsistent encore [en 1830]. Lors du règlement qui ordonna aux religieux de desservir par eux-mêmes et en seul les cures, ou d'y nommer, ils se réservèrent la nomination de celle-ci,
au lieu d'y mettre un des leurs ».

### Temps modernes
Louis Graves indique également « Vers 1736, les habitans de Fay-Saint-Quentin se rendirent si redoutables par leur obstination à ne payer ni subsides, ni droits seigneuriaux,
que l'on mit en délibération au conseil du Roi si l'on ferait raser le village, et si l'on embarquerait tous les paysans pour l'Amérique: on se contenta de punir les plus mutins »

### Époque contemporaine
En 1830, la commune comptait deux moulins à vent. La population qui depuis plus d'un siècle était employée à la fabrication de toiles fines subissait alors une crise de cet artisanat.

## Politique et administration

### Rattachements administratifs et électoraux
La commune se trouve dans l'arrondissement de Beauvais du département de l'Oise. Pour l'élection des députés, elle fait partie de la première circonscription de l'Oise.
Elle faisait partie depuis 1801 du canton de Nivillers. Dans le cadre du redécoupage cantonal de 2014 en France, la commune est intégrée au canton de Mouy.

### Intercommunalité
La commune était membre de la communauté de communes rurales du Beauvaisis créée le 31 janvier 1997.
Dans le cadre des dispositions de la loi portant nouvelle organisation territoriale de la République (Loi NOTRe) du 7 août 2015, qui prévoit que les établissements publics de coopération intercommunale (EPCI) à fiscalité propre doivent avoir un minimum de 15 000 habitants, le préfet de l'Oise a publié en octobre 2015 un projet de nouveau schéma départemental de coopération intercommunale qui a prévu la fusion de la petite communauté de communes rurales du Beauvaisis avec la communauté d'agglomération du Beauvaisis (CAB).
Cette fusion est intervenue le 1er janvier 2017, et la commune est désormais membre de la CAB.

### Liste des maires
| Période                                  | Période                    | Identité               | Étiquette | Qualité   |
| ---------------------------------------- | -------------------------- | ---------------------- | --------- | --------- |
| Les données manquantes sont à compléter. |                            |                        |           |           |
| avant 1909                               |                            | Albert Auguste Batardy |           |           |
| Les données manquantes sont à compléter. |                            |                        |           |           |
| avant 1988                               |                            | André Debaisieux       |           |           |
| Les données manquantes sont à compléter. |                            |                        |           |           |
| mars 2001                                | mars 2008                  | Mireille Rawyler       |           |           |
| mars 2008                                | mai 2020                   | Nelly Debrye           |           | Retraitée |
| mai 2020                                 | En cours (au 4 avril 2022) | Christiane Hermand     |           |           |

## Équipements et services publics

### Eau et déchets
L'adduction d'eau potable est assurée par un forage situé à Essuiles appartenant au syndicat mixte des sources d'Essuiles.dont, en 2021, l'exploitation est confiée à Veolia et qui alimente également Rémérangles, Haudivillers et Essuiles-Saint-Rimault.

### Enseignement
Les enfants de la commune sont scolarisés avec ceux d'Essuiles, Saint-Rimault et Rémérangles dans le cadre d'un regroupement pédagogique intercommunal (RPI). L'école du Fay-Saint-Quentin accueille deux classes de maternelle, ainsi que la cantine du RPI.

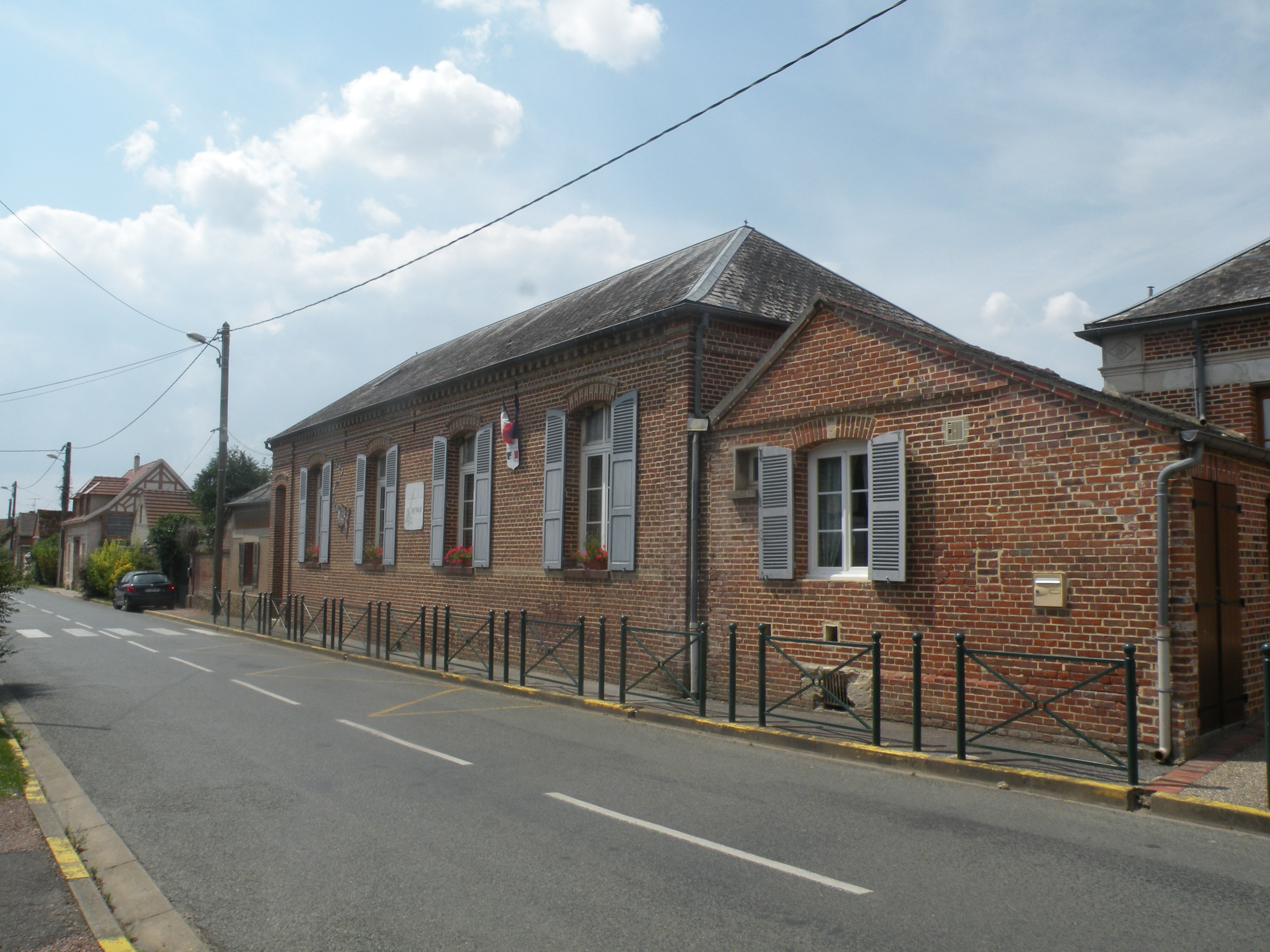
L'école.
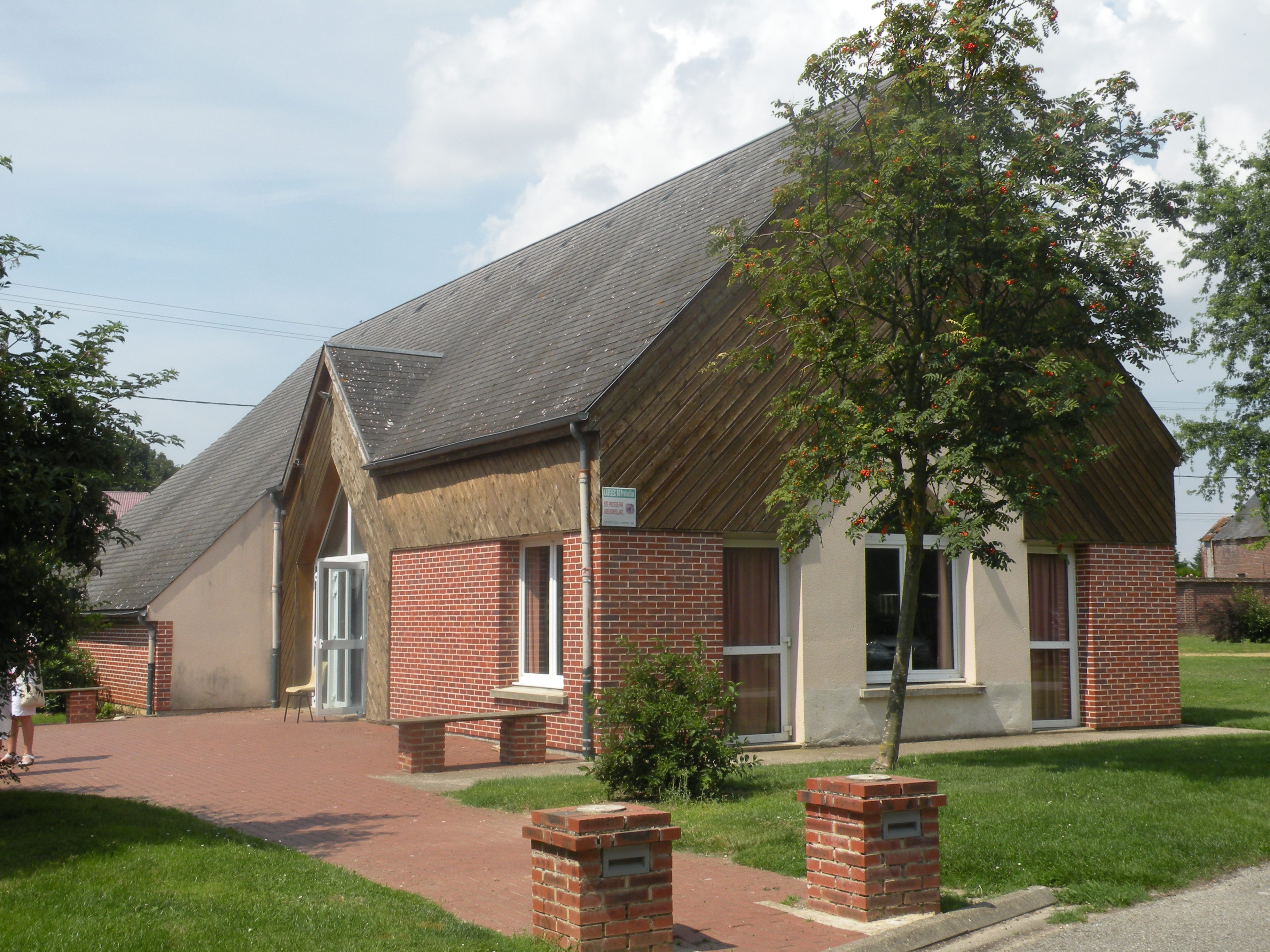
La salle polyvalente.

## Population et société

### Démographie

#### Évolution démographique
L'évolution du nombre d'habitants est connue à travers les recensements de la population effectués dans la commune depuis 1793. Pour les communes de moins de 10 000 habitants, une enquête de recensement portant sur toute la population est réalisée tous les cinq ans, les populations de référence des années intermédiaires étant quant à elles estimées par interpolation ou extrapolation. Pour la commune, le premier recensement exhaustif entrant dans le cadre du nouveau dispositif a été réalisé en 2005.

En 2022, la commune comptait 529 habitants, en évolution de −0,19 % par rapport à 2016 (Oise : +0,87 %, France hors Mayotte : +2,11 %).
| 1793 | 1800 | 1806 | 1821 | 1831 | 1836 | 1841 | 1846 | 1851 |
| ---- | ---- | ---- | ---- | ---- | ---- | ---- | ---- | ---- |
| 640  | 629  | 618  | 575  | 577  | 571  | 566  | 558  | 546  |

| 1856 | 1861 | 1866 | 1872 | 1876 | 1881 | 1886 | 1891 | 1896 |
| ---- | ---- | ---- | ---- | ---- | ---- | ---- | ---- | ---- |
| 562  | 557  | 539  | 504  | 502  | 478  | 486  | 468  | 445  |

| 1901 | 1906 | 1911 | 1921 | 1926 | 1931 | 1936 | 1946 | 1954 |
| ---- | ---- | ---- | ---- | ---- | ---- | ---- | ---- | ---- |
| 453  | 431  | 418  | 367  | 374  | 359  | 349  | 340  | 428  |

| 1962 | 1968 | 1975 | 1982 | 1990 | 1999 | 2005 | 2006 | 2010 |
| ---- | ---- | ---- | ---- | ---- | ---- | ---- | ---- | ---- |
| 423  | 443  | 403  | 348  | 407  | 475  | 494  | 514  | 545  |

| 2015 | 2020 | 2022 | - | - | - | - | - | - |
| ---- | ---- | ---- | - | - | - | - | - | - |
| 536  | 524  | 529  | - | - | - | - | - | - |

#### Pyramide des âges
La population de la commune est relativement jeune.
En 2018, le taux de personnes d'un âge inférieur à 30 ans s'élève à 35,5 %, soit en dessous de la moyenne départementale (37,3 %). À l'inverse, le taux de personnes d'âge supérieur à 60 ans est de 18,5 % la même année, alors qu'il est de 22,8 % au niveau départemental.
En 2018, la commune comptait 247 hommes pour 276 femmes, soit un taux de 52,77 % de femmes, légèrement supérieur au taux départemental (51,11 %).
Les pyramides des âges de la commune et du département s'établissent comme suit.
| Hommes | Classe d’âge | Femmes |
| ------ | ------------ | ------ |
| 0,0    | 90 ou +      | 0,4    |
| 3,6    | 75-89 ans    | 5,1    |
| 14,6   | 60-74 ans    | 13,4   |
| 27,9   | 45-59 ans    | 23,8   |
| 20,6   | 30-44 ans    | 19,9   |
| 16,2   | 15-29 ans    | 14,4   |
| 17,0   | 0-14 ans     | 23,1   |

| Hommes | Classe d’âge | Femmes |
| ------ | ------------ | ------ |
| 0,5    | 90 ou +      | 1,4    |
| 5,5    | 75-89 ans    | 7,6    |
| 15,6   | 60-74 ans    | 16,3   |
| 20,8   | 45-59 ans    | 20     |
| 19,4   | 30-44 ans    | 19,4   |
| 17,6   | 15-29 ans    | 16,2   |
| 20,6   | 0-14 ans     | 19,1   |

## Culture locale et patrimoine

### Lieux et monuments
- L'église Saint-Laurent, classée monument historique[30] est  probablement l'église du prieuré institué au XIe siècle par l'abbaye Saint-Quentin de Beauvais, ce qui en ferait un prieuré-cure}
L'édifice est constitué d'une nef de quatre travées étroites couvertes de voûtes d'arêtes et  poursuivies par un petit chœur carré. La nef est flanquée d'un bas-côté au sud. L'essentiel des parties anciennes de l'église date du début du XIIe siècle, mais la première travée, non voûtée, a été bâtie en 1736[16].

L'église Saint-Laurent
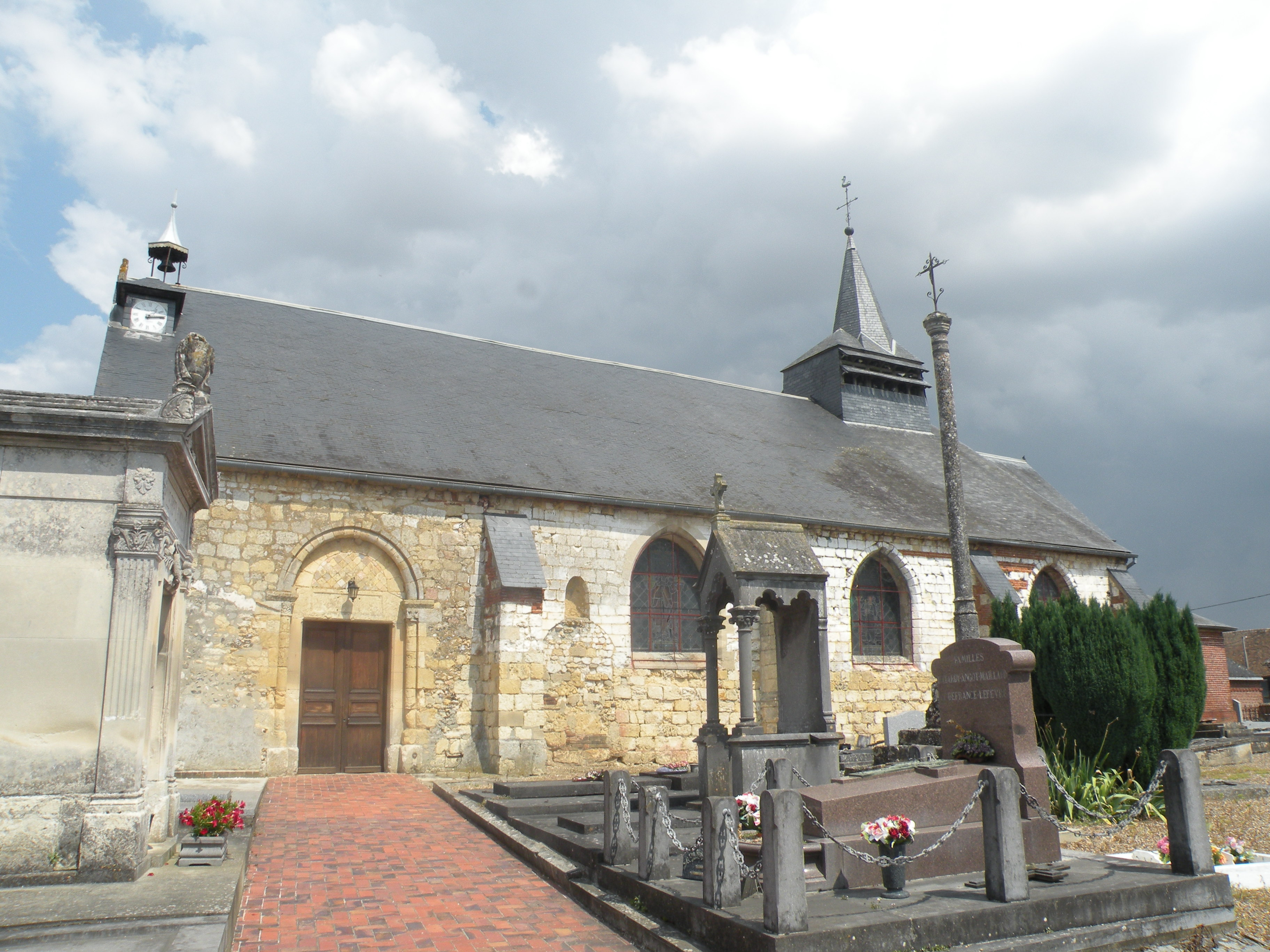
L'église Saint-Laurent.
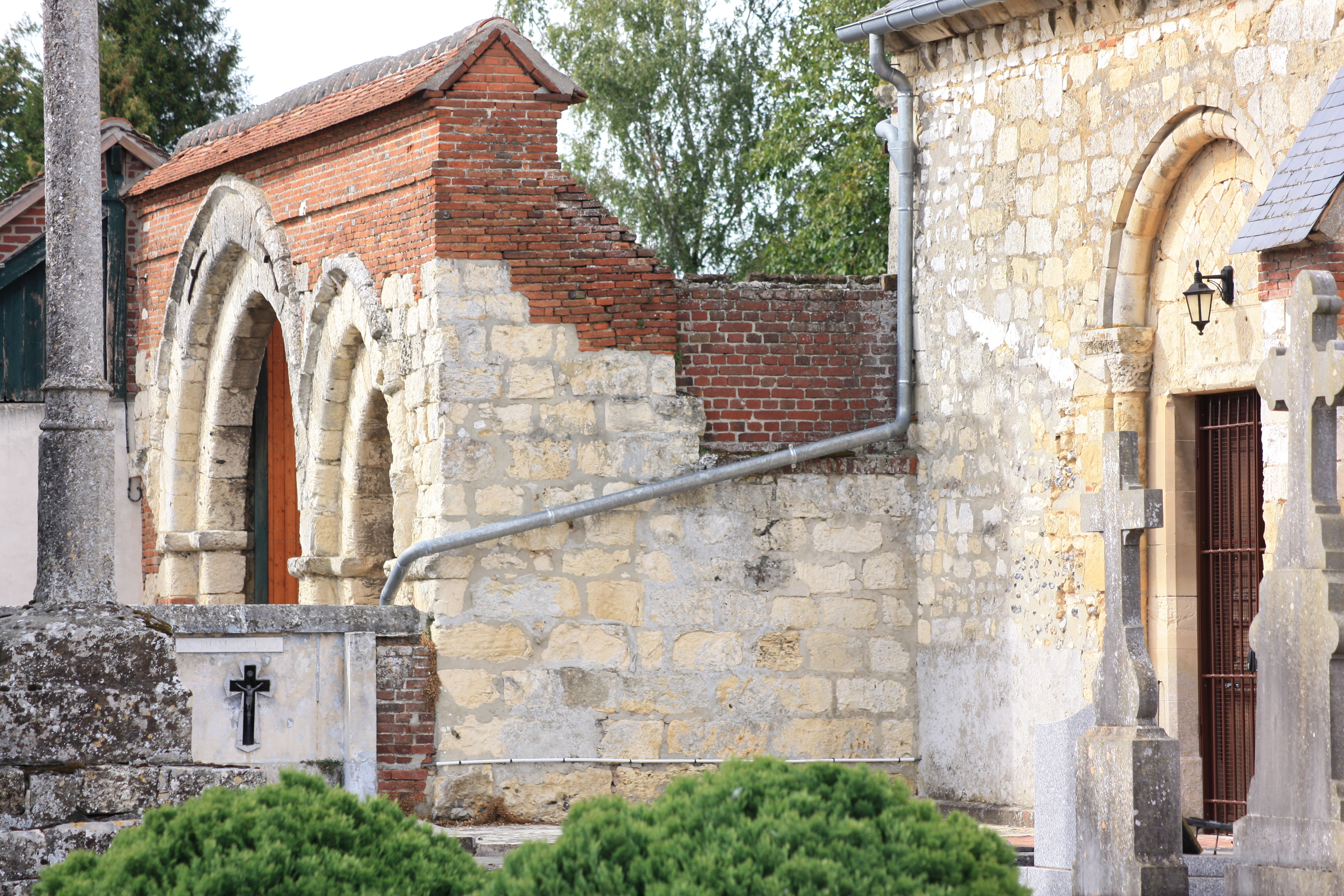
Façade principale.
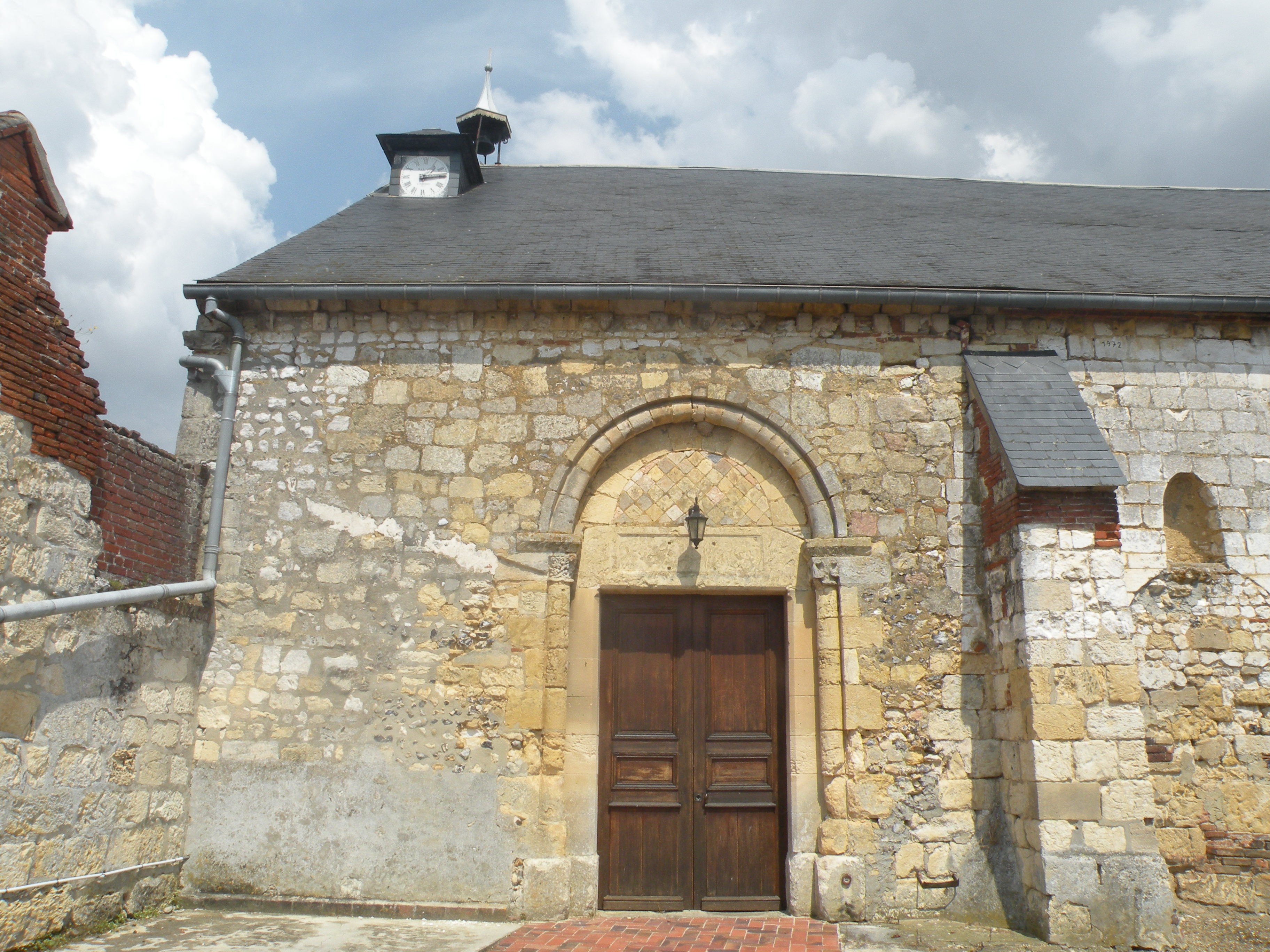
Portail roman du bas-côté
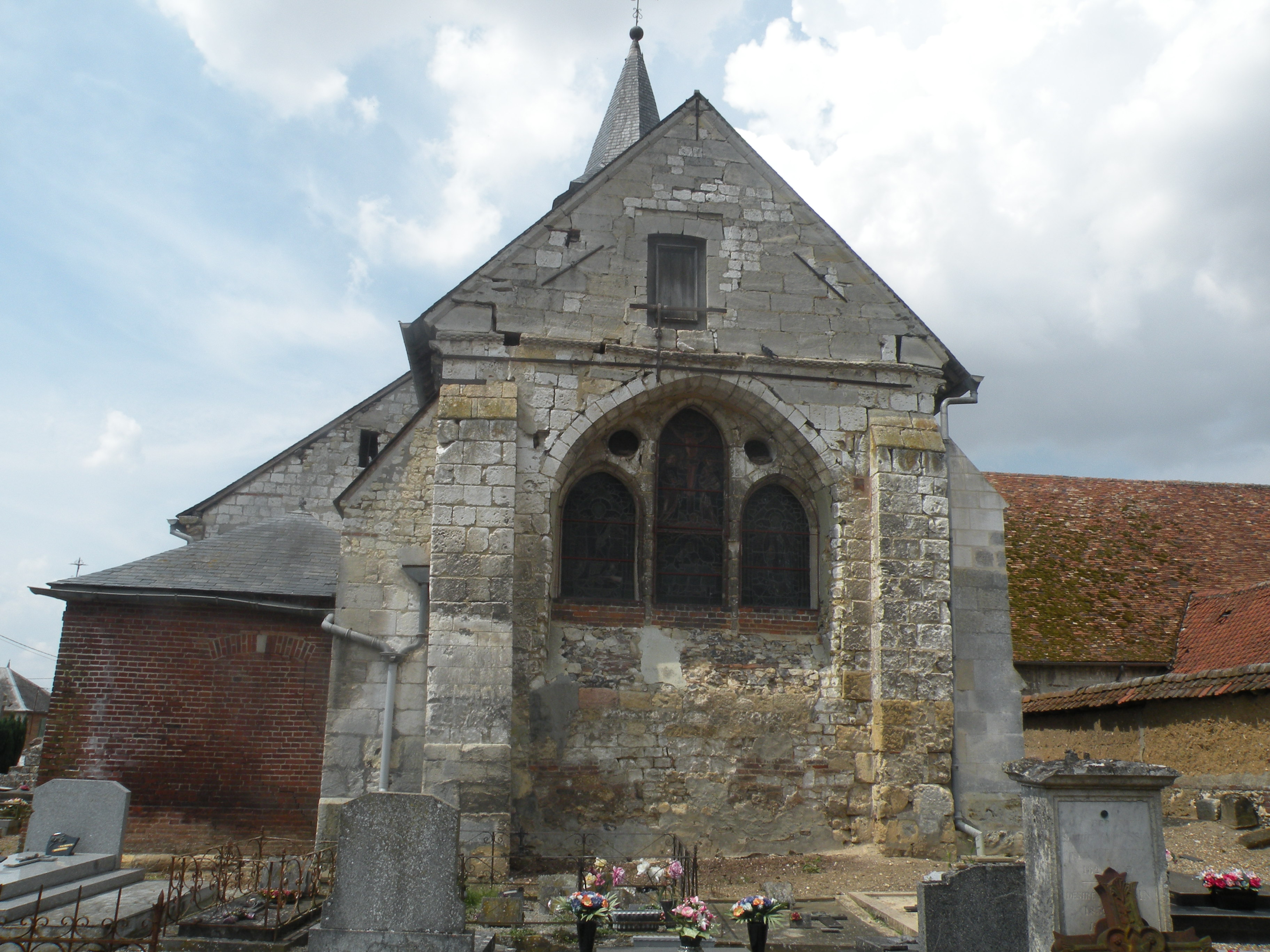
Le chevet.
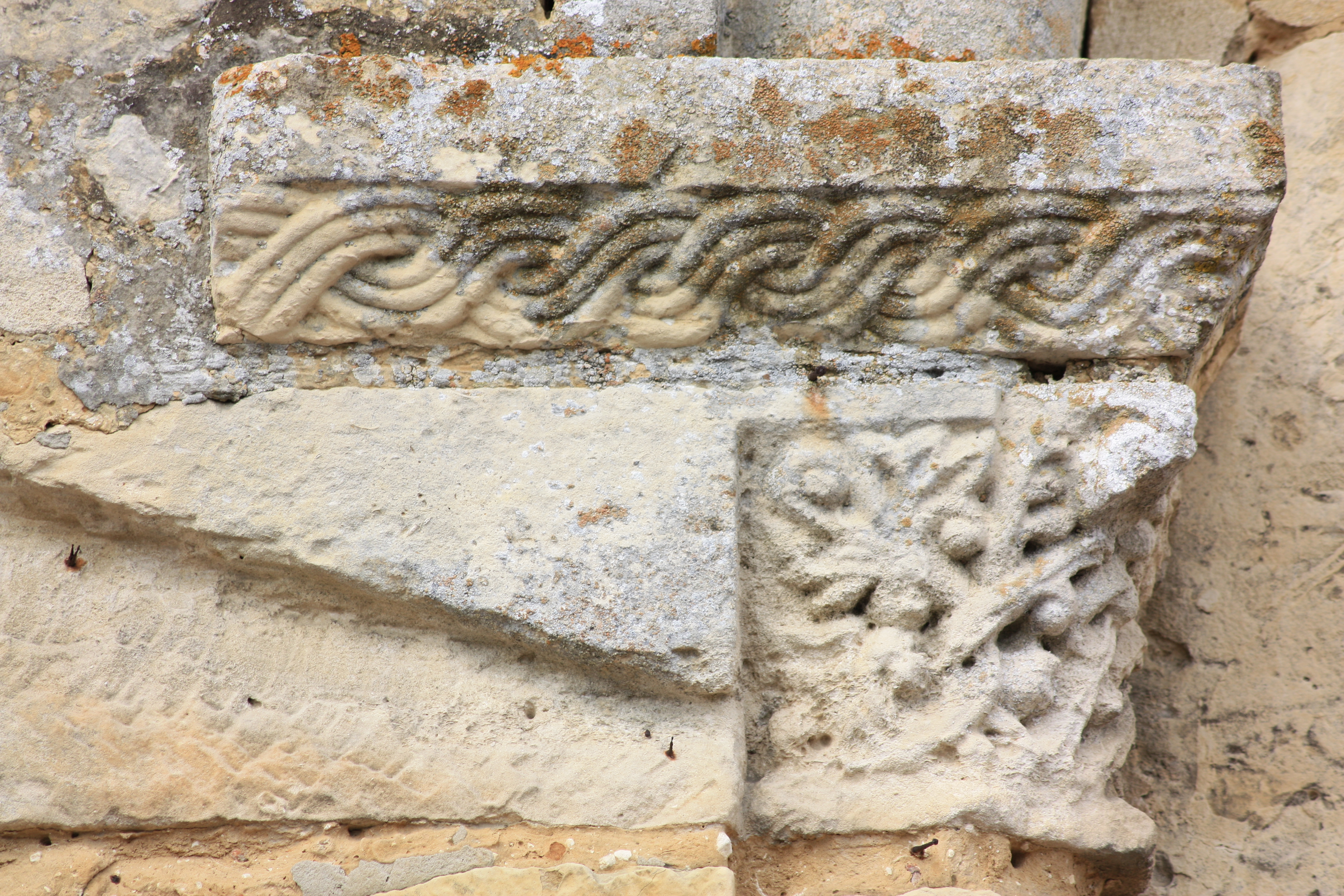
Détail du chapiteau de gauche de l'entrée.

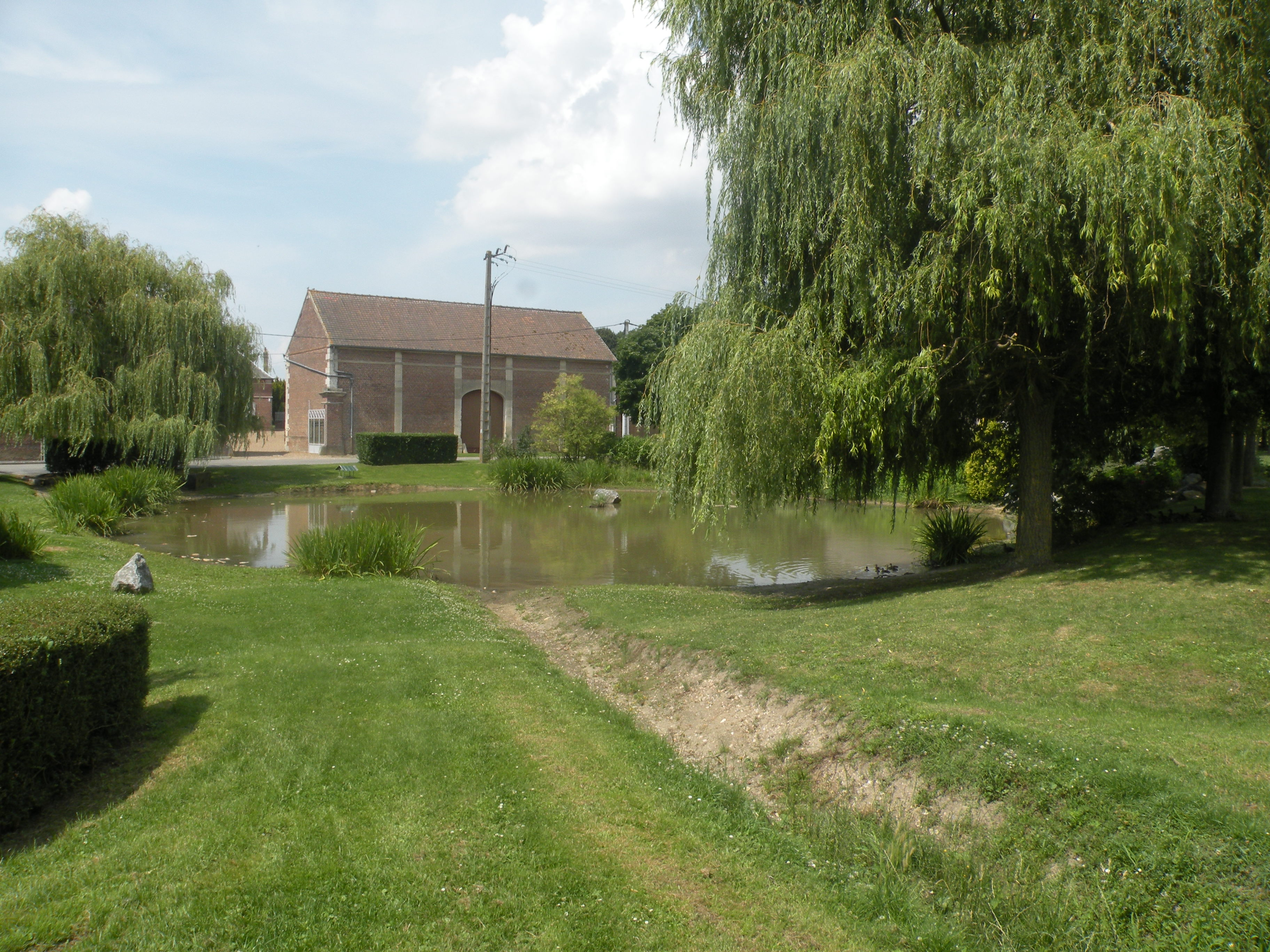
La mare.
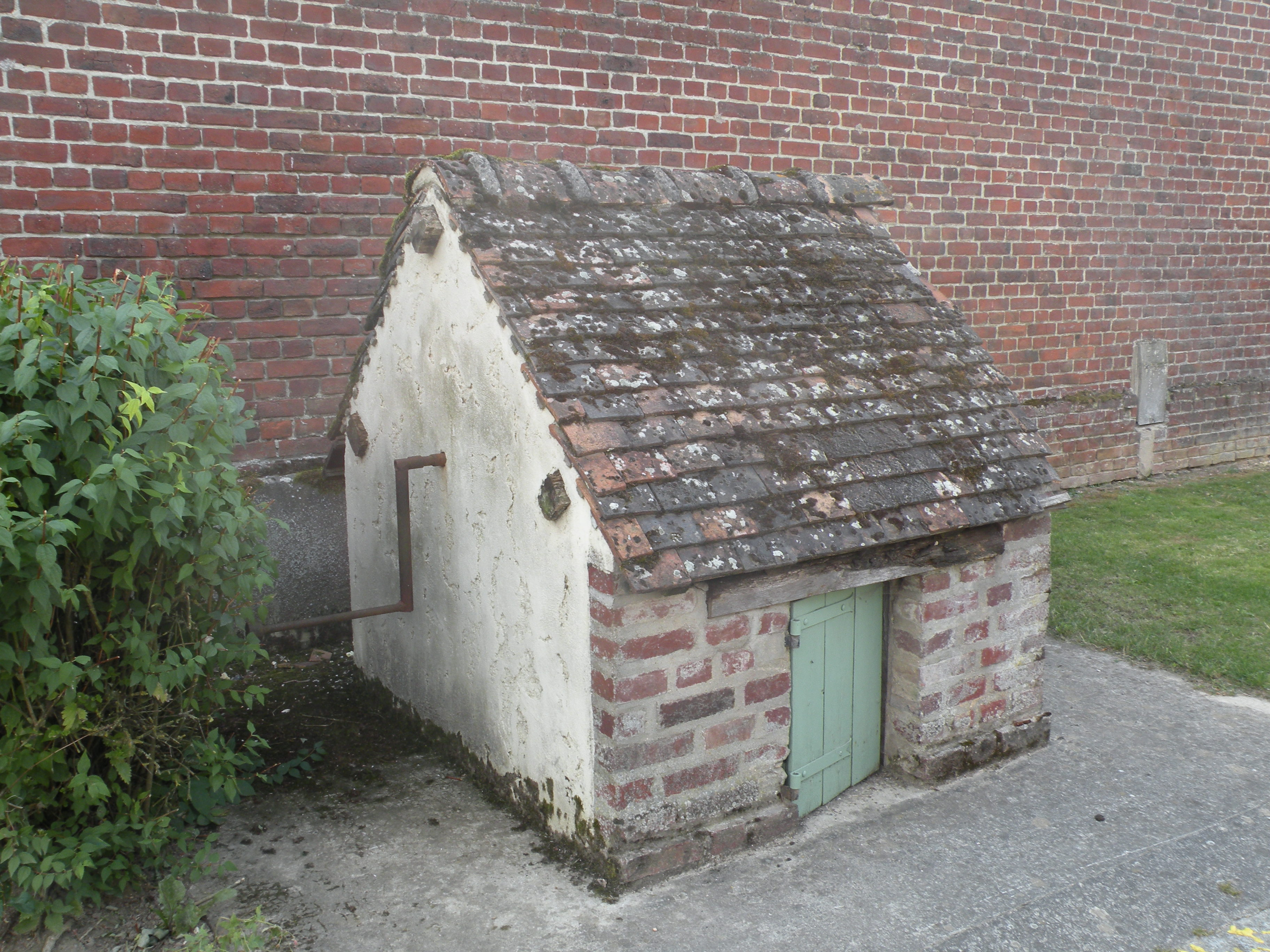
Puits ancien
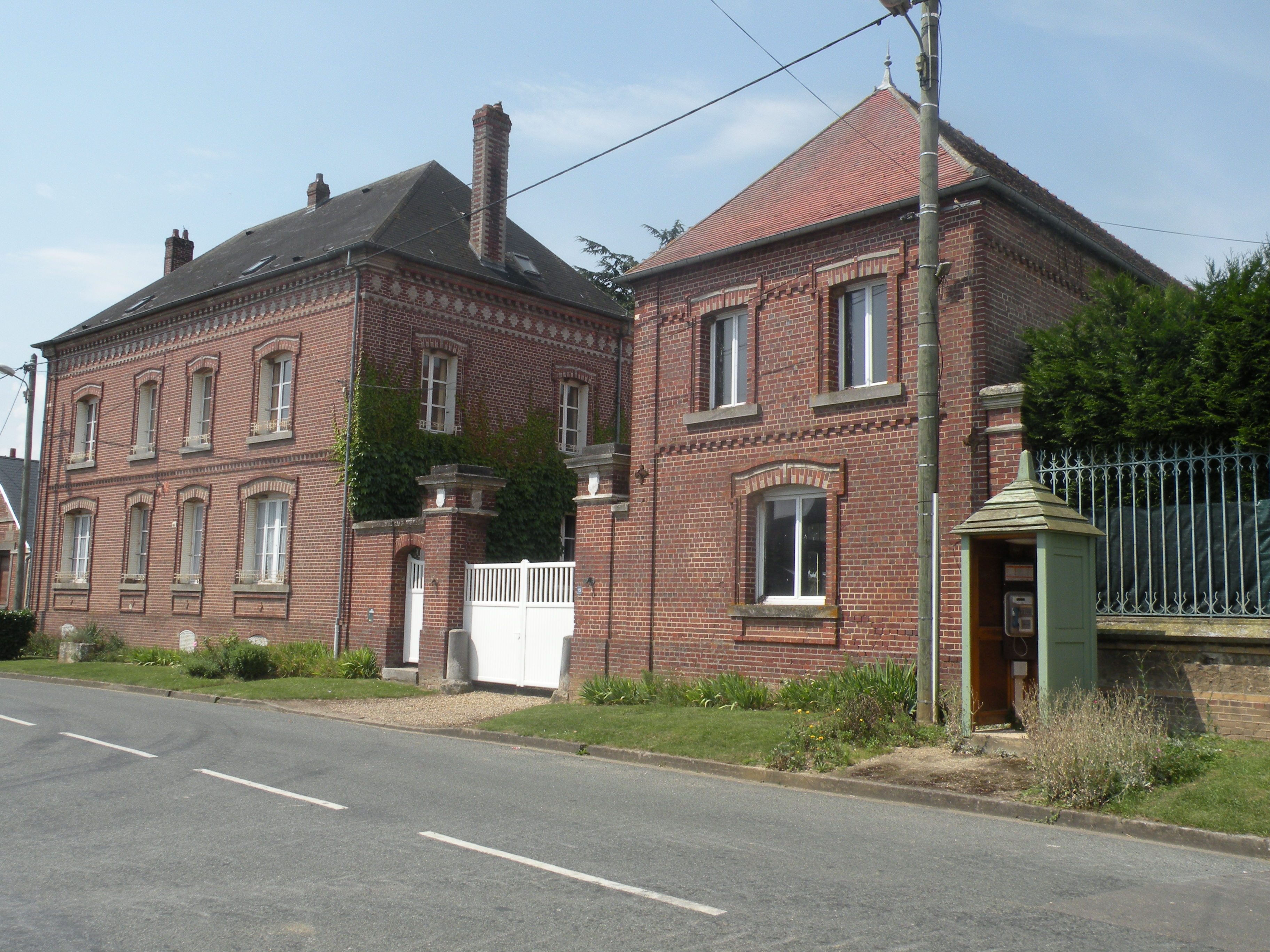
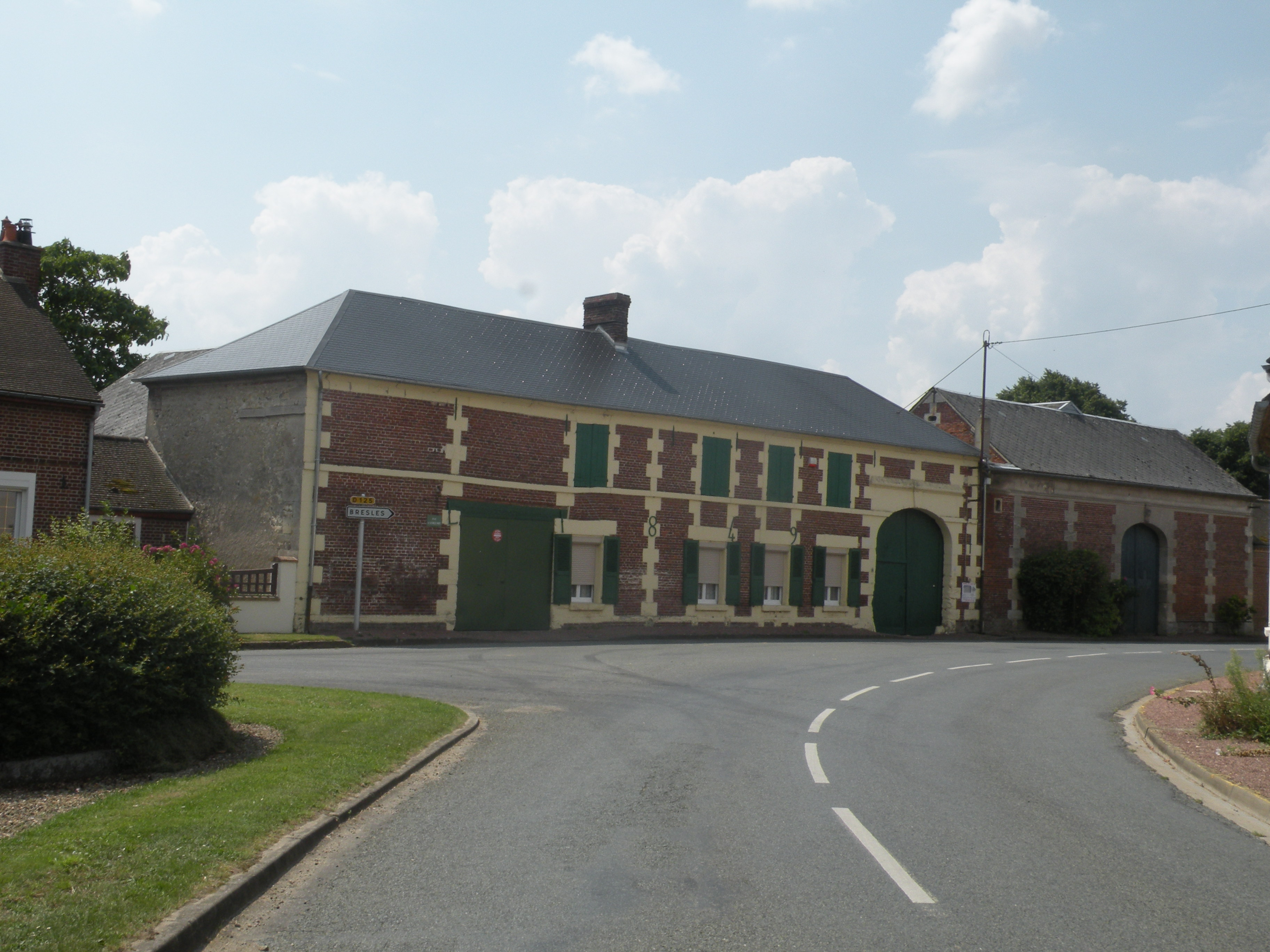
Ferme ancienne
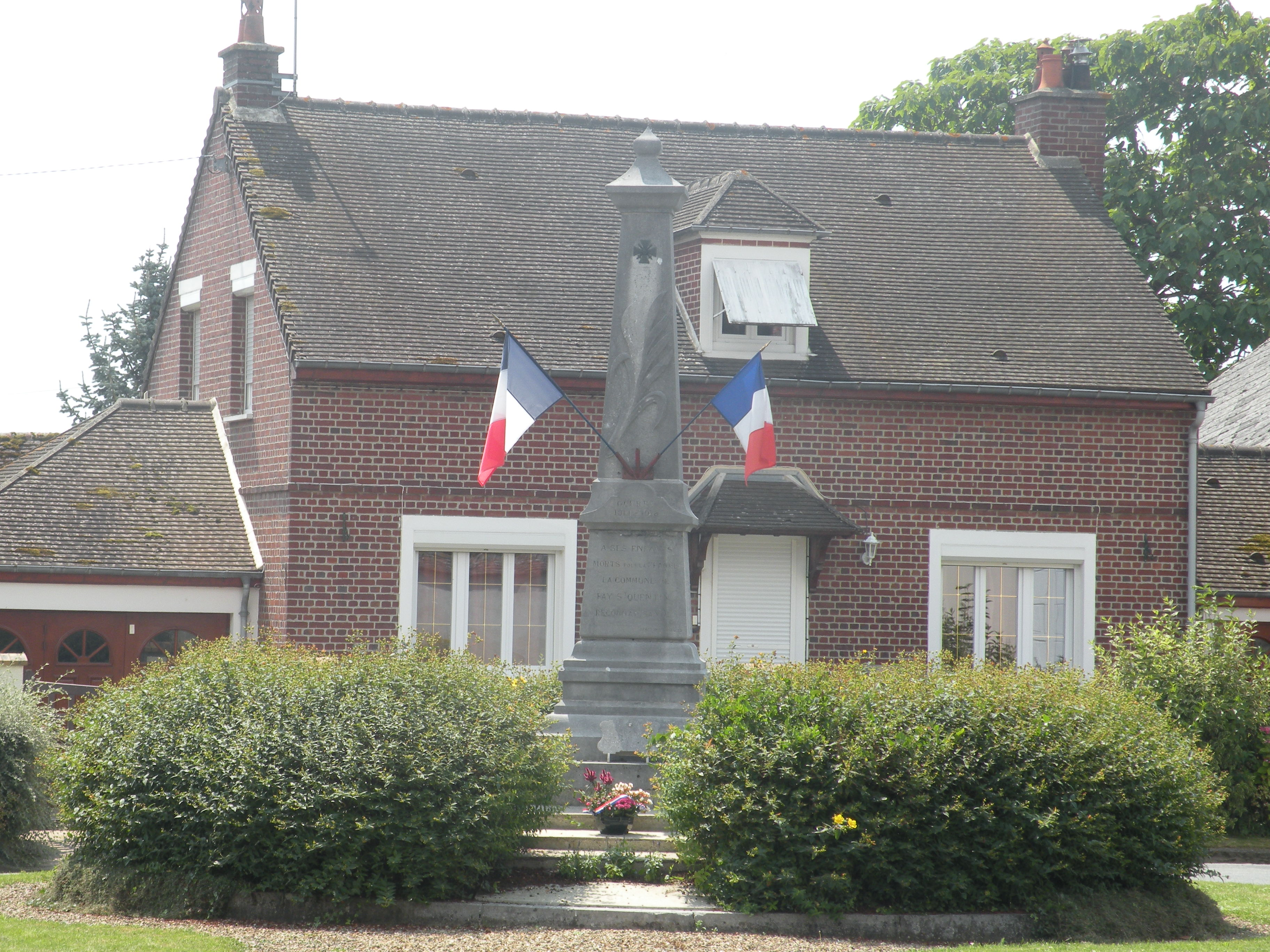
Le monument aux morts
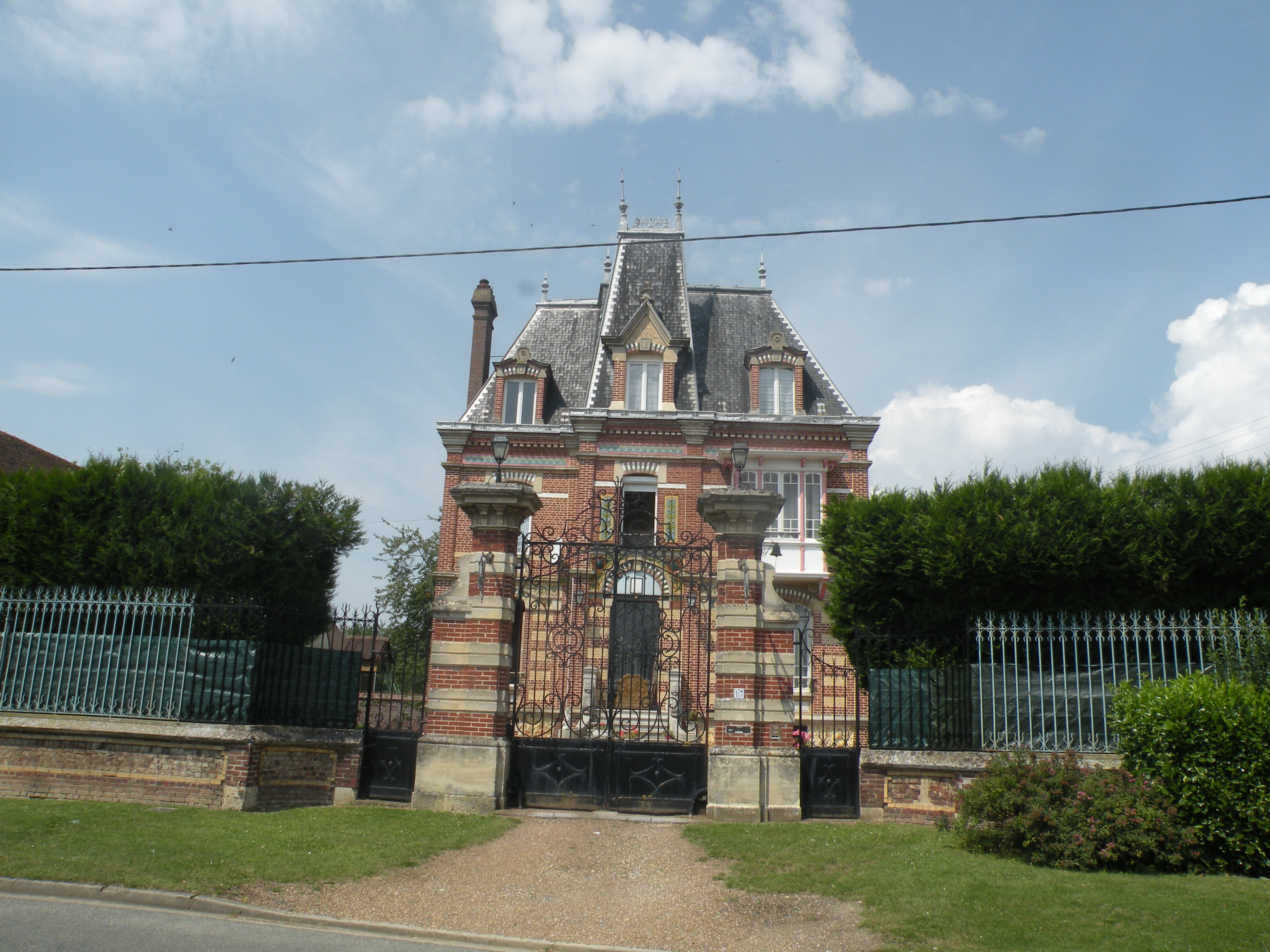
Maison de maître du XIXe siècle

### Héraldique
| Blason de Le Fay-Saint-Quentin | Blason  | Inconnu.                                                                                  |
| Blason de Le Fay-Saint-Quentin | Détails | Le blason du Fay Saint Quentin représente le clocher et la feuille de hêtre. Non officiel |